# Stjepan III., hrvatsko-ugarski kralj
Stjepan III. (mađ. III. Istvan) (1147. – 4. ožujka 1172.), hrvatsko-ugarski kralj (1162. i 1163. – 1172.) iz dinastije Arpadovića.  

## Borba za vlast
Stjepan III. imao je tek 15 godina kada je naslijedio krunu. Vlast su mu htjeli preoteti njegovi stričevi Stjepan i Ladislav, koji su smatrali da tron treba nasljediti najstariji član dinastije Arpadovića po načelu seniorata. Mladi je kralj na vlast došao po načelu primogeniture, tj. načelu da vladara nasljeđuje najstariji sin. Kako pitanje nasljeđa nije bilo riješeno, zahtjevi stričeva su naišli na odjek u Hrvatskoj i Ugarskoj. Država se podijelila na bizantsku stranku, koja je podržavala stričeve i zapadnjačku, koja je podupirala mladog kralja Stjepana III. Uz to je kao njihov zaštitnik istupio bizantski car Manuel I. Komnen, na čijem su dvoru obojica našli utočište. Čim je primio vijest o smrti kralja Gejze II. odmah je s velikom vojskom i kraljevim stričevima krenuo na Ugarsku. Bizantska stranka je sve više jačala, pa je mladi kralj Stjepan III. pobjegao u Austriju.
Car je želio da novi kralj postane mlađi Gejzin brat, Stjepan, jer je bio oženjen carevom rođakinjom, no ugarsko i hrvatsko plemstvo se bojalo da on zbog toga ne postane carev vazal. Zato su, pozivajući se na načelo seniorata, za kralja izabrali starijeg Gejzinog brata Ladislava, a Stjepana su priznali za prijestolonasljednika. No kralj Ladislav II. je nakon šestomjesečne vladavine umro, pa je na vlast 1163. došao Stjepan IV. Ubrzo je zbog njegove loše vladavine počeo rasti otpor, pa je u pomoć pozvao bizantsku vojsku. Otpor je ugušen, pa se Stjepan IV. počeo osjećati sigurnim, te se zahvalio caru na pomoći. No stranka njegova nećaka Stjepana III. je ponovno ojačala. U bitki kod Stolnog Biograda 1163. pretrpio je Stjepan IV težak poraz i bio zarobljen, ali ga je njegov nećak pustio na slobodu. Tako se na vlast u Hrvatskoj i Ugarskoj ponovno vratio Stjepan III. 
Car Manuel je prihvatio takvo stanje i sklopio mir s Ugarskom. Mladi kralj je morao predati caru Srijem, svog mlađeg brata Belu na odgoj u Bizant, te Belinu baštinu tj. Dalmaciju i Hrvatsku južno od Velebita. Bela je došao u Carigrad, a car mu je promijenio ime u Aleksije, zaručio ga sa svojom kćeri Marijom, te ga je odlučio imenovati svojim nasljednikom, jer u to doba još nije imao sina. 

## Rat s Bizantom
Stjepan III. nije predao Belinu baštinu, već je 1163. godine otišao u Dalmaciju i Hrvatsku, gdje je potvrdio privilegije dalmatinskim gradovima, a možda se i krunio za hrvatskog kralja. Čim je to saznao, bizantski car Manuel je zaratio s kraljem Stjepanom III. Ubrzo je sklopljen mir, koji je kratko trajao. Godine 1165. je Stjepan IV. izazvao novi rat u kojem je ugarski kralj Stjepan III. zauzeo bizantski Srijem, te opsjeo Zemun u kojem je umro Stjepan IV. 
Car je smrt Stjepana IV. iskoristio kao povod za novi rat. Na čelu jednog dijela vojske provalio je u Srijem i zauzeo ga sa Zemunom. Drugi dio vojske pod Ivanom Dukom je zauzeo Dalmaciju, Hrvatsku i Bosnu. 
Ugarski kralj Stjepan III. je sklopio mir, jer mu je trebao predah. Dogovorio je savez s Mletačkom Republikom. Kralj je 1166. pokrenuo novi rat, a ugarska je vojska porazila bizantsku vojsku i zarobila njena zapovjednika Nikefora Halupu. Car Manuel je tada želeći jednom za svagda okončati rat prikupio jaku vojsku, a za vojskovođu je imenovao Aleksija Kontostefana. U bitki kod Zemuna ugarska vojska je pretrpjela težak poraz. Time je Bizant zavladao Srijemom, Bosnom, Hrvatskom južno do Krke, te Dalmacijom osim mletačkog Zadra i otoka. Tako su završili ratovi s Bizantom. 
Kralj je mir iskoristio da ojača svoju vlast. Zbog ratova i borbi za vlast, kraljevska je vlast jako oslabila. Vladari su se brzo izmjenjivali, a da pridobiju pristaše dijelili su im posjede, povlastice i bogate darove. Zbog toga je pao kraljev ugled i prihodi, a plemstvo je nastojalo što jače skučiti kraljevu vlast. Kralj je glavni oslonac u borbama za prijestolje pronašao u crkvi, a i sada mu je trebala pomoć u borbi protiv plemstva. Stoga se odrekao svog prava imenovanja biskupa i opata.
Vjenčao se za Agnezu, kćer austrijskog markgrofa Henrika II. Jasomirgotta, koja mu je rodila sina Belu, koji je umro kao dječak.
Stjepan III. je iznenada umro 4. ožujka 1172., a naslijedio ga je brat Bela III.
| Prethodnik:               | Stjepan III. (1162. – 1162.) | Nasljednik:                  |
| Gejza II. (1141. – 1162.) | Stjepan III. (1162. – 1162.) | Ladislav II. (1162. – 1163.) |

| Prethodnik:                 | Stjepan III. (1163. – 1172.) | Nasljednik:               |
| Stjepan IV. (1163. – 1163.) | Stjepan III. (1163. – 1172.) | Bela III. (1172. – 1196.) |